# Frank Zane

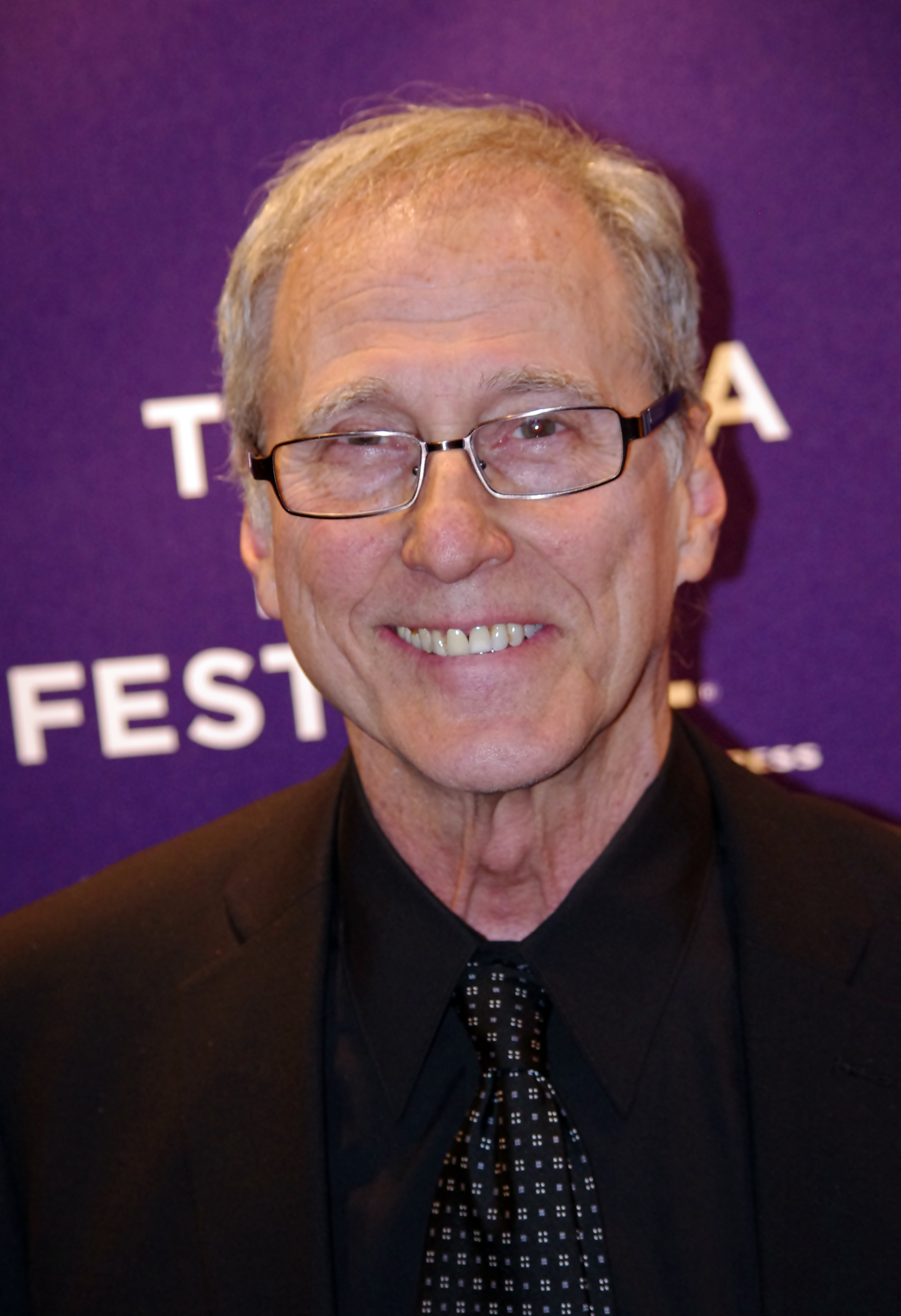
Frank Zane, 2011

Frank Zane (* 28. Juni 1942 in Kingston, Pennsylvania; auch genannt The Chemist – „Der Chemiker“) ist ein ehemaliger professioneller Bodybuilder und Lehrer aus den Vereinigten Staaten.

## Ausbildung
Zane erhielt 1964 einen Bachelor of Science in Pädagogik an der Wilkes University, Barre und lehrte jahrelang Mathematik und Chemie an unterschiedlichen Schulen in New Jersey und Florida. Aus dieser Zeit stammen auch seine späteren Spitznamen Der Chemiker und Der Apotheker. Ende der 1970er Jahre zog er nach Kalifornien und erwarb einen Bachelor of Arts in Psychologie an der California State University, Los Angeles. 1990 wurde ihm schließlich ein Master of Arts in experimenteller Psychologie an der California State University, San Bernardino verliehen.

## Karriere
Zane trainierte während seiner aktiven Zeit als Bodybuilder an der Seite von Dave Draper, Arnold Schwarzenegger, Franco Columbu und Mike Katz. Mit dem Gewinn des IFBB Mr. Universe 1968 feierte er seinen ersten größeren Erfolg als Amateur, wobei er Schwarzenegger eine seiner drei Niederlagen in dessen Laufbahn beibrachte. 1970 folgte für Zane der Sieg beim NABBA Mr. Universe, den er zwei Jahre später nochmals in der Profiklasse erringen konnte. 1977 bis 1979 holte Zane des Weiteren mit dem IFBB Mr. Olympia den prestigeträchtigsten Titel im Bodybuilding. Mit seinem damaligen Körpergewicht von gerade einmal 84 Kilogramm zählt der 1,75 Meter große US-Amerikaner zu den leichtesten Titelträgern aller Zeiten. Nach einer schweren Verletzung beendete er 1983 seine Profikarriere.
In den 1980er Jahren führte Zane ein Fitnessstudio in Palm Springs. 2005 war er als Sprecher und Berater der IFBB in dem Film „See Arnold Run“ tätig. Seit 2006 gibt er Seminare und persönliche Trainingsstunden im Rahmen seines Programmes The Zane Experience in San Diego, wo er gegenwärtig mit seiner Frau Christine Zane lebt.

## Wichtigste Titel
- 1968 IFBB Mr. America
- 1968 IFBB Mr. Universum
- 1970 NABBA Mr. Universum (Amateur)
- 1972 NABBA Mr. Universum (Profi)
- 1977 IFBB Mr. Olympia
- 1978 IFBB Mr. Olympia
- 1979 IFBB Mr. Olympia

## Bücher
- 1979 The Zane Way to a Beautiful Body
- 1981 Super Bodies in 12 Weeks
- 1986 Zane Nutrition
- 1992 Fabulously Fit Forever
- 1996 Fabulously Fit Forever Expanded
- 1997 Mind, Body, Spirit
- 1998 Fabulously Fit Forever
- 2006 Frank Zane Training Manual

## Videos
- 1976 Total Training For The Total Body
- 1976 Developing A Classic Muscular Upper Body
- 1976 How To Develop Championship Legs and a Small Waistline
- 1976 Building A Quality Physique
- 1976 How I Won The Mr America, Mr Universe, and Mr World Titles
- 1976 Secrets of Advanced Bodybuilding
- 1977 The Mind In Bodybuilding
- 1977 On Posing
- 1978 Zane Super-Nutrition Cookbook
- 1978 At A Zane Bodybuilding Seminar